# Bernardo Miralles
Bernardo Miralles (Iglesuela del Cid, 20 de mayo de 1731 - ¿Zaragoza?, después de 1770) fue un compositor barroco y maestro de capilla español.

## Vida
Es poco lo que se sabe de este compositor. Su educación musical la tuvo como infante del coro de la Catedral de Tarazona. En 1755 aparece mencionado como maestro de capilla de la Catedral de Tarazona en unas oposiciones que realizó en Zamora para la maestría de la Catedral. En Tarazona había sucedido al maestro Juan Antonio Ripa Blanque (1721-1795). Su sucesor en el puesto de Tarazona fue Francisco Sala y Carbonell que se encontró con una capilla decadente, debido a los muchos años de desinterés del cabildo por la música.
En 1758 ya se le menciona en unas oposiciones a la maestría de la Catedral de Cuenca como «maestro de Zaragoza». Miralles perdió las oposiciones de Cuenca a favor de Francisco Morera. El 10 de marzo de 1759 fue nombrado maestro de capilla del Pilar procedente de Valencia. De esta estancia en Valencia no hay documentación, aunque en la Catedral se conservan obras de Miralles.
En el Pilar fue maestro de Agustín Iranzo y Herrero (1748—1804), posteriormente maestro de capilla de la colegial de San Nicolás de Alicante y de la Catedral de Guadix. El 8 de junio de 1764 se le dispensó de la enseñanza de los infantes del coro debido a su delicada salud.  Dejó el cargo en 1766, ya que en esa fecha comenzó Cayetano Echevarría su maestría en el Pilar.
Durante su estancia en Zaragoza no dejaría de opositar sin éxito a otras maestrías buscando un puesto de mayor prestigio, incluso con su quebrada salud. Tras la muerte de Jaime Casellas, en 1763 opositó a la Primada de Toledo, para la que compuso el villancico de ocho voces Si la paso, ut re mi fa sol la conservado en la Catedral de Valencia. En 1765 lo intentó en el Real Monasterio de la Encarnación de Madrid, para el que compuso un himno en honor de Santo Tomás de Villanueva, también conservado en la Catedral valenciana. Tras la muerte de Juan Francés de Iribarren en 1767, se interesó por la maestría de la Catedral de Málaga, pero no se presentó «al saber que uno de los pretendientes era Ripa, condiscípulo suyo, por cuya razón se abstuvo de contrincar contra el». Sin embargo, al no presentarse finalmente Ripa, que era a la sazón maestro de la Catedral de Sevilla, «no habiendo ya este inconveniente, pide se le admita su solicitud» por carta. En 1770 se nombró a Jaime Torrens, por lo que la petición de Miralles no fue oída. Finalmente se presentó a las oposiciones para maestro de capilla del Monasterio de las Descalzas Reales de Madrid  en 1769 tras la partida de Antonio Ripa del puesto.
Su oposición en Madrid es la última noticia que se tiene de él.

## Obra
Se conservan obras suyas en las catedrales de Tarazona, Zaragoza y Valencia. También las catedrales de Pamplona y Ávila tienen una obra de Miralles respectivamente.